# موزایم
موزایم (به لاتین: Muzaim) یک منطقهٔ مسکونی در روسیه است که در داغستان واقع شده‌است.